# Левит, Иезикиил
Иезикиил (Ехезкл) Левит (идиш יחזקאל לעװיט‎‎; 2 мая 1878, Толочин, Витебская губерния — 1945, Нью-Йорк) — русский и еврейский поэт, прозаик, драматург и переводчик, педагог. Писал на идише, иврите и русском языке.

## Биография
Жил в Кишинёве, публиковался в бессарабских периодических изданиях. Отдельными книгами на русском языке вышли его поэма «Дебора» (1900), два сборника стихотворений и басен (1901 и 1904), комедия в четырёх действиях «Деньги, деньги — в них вся суть» (1899), повесть «Одна истина» (1901). На идише вышли его детская книга «Ханукальные огни» (1903) и сборник «לידער» (стихи, 1909).
Известны романсы на его стихи на русском языке. В 1896 году в Кишинёве в переводе И. Левита на иврит вышла книга Д. Л. Мордовцева «Гайдамачина» (Бейн ха-мецарим) о резне евреев гайдамаками в Умани. Переводил на идиш прозу Л. Н. Толстого. Сохранилась его переписка с писателем И. Штейнбергом (1896).
После эмиграции в Америку жил в Нью-Йорке (Бруклин), Вашингтоне и Бостоне, публиковался на идише и иврите, а также в переводах на английский язык, писал стихи (некоторые из которых также были положены на музыку), басни, публицистические работы. На английский язык его переводила суфражистка Элис Стоун Блэкуэл.
Учился в Колумбийском университете (Ph.D. по педагогике). Работал учителем, редактором газеты «Jewish Voice», директором учительской семинарии Hebrew Teachers College в Бостоне, занимался общественной деятельностью.

## Семья
- Жена — Голда Левит (1910—?), трое сыновей и дочь.
  - Сын — психолог и психофармаколог Фред Левитт (англ. Fred Leavitt, род. 1940), автор книг «Research Methodology: Behavioural Scientists» (1990), «Drugs and Behavior» (1994), «Evaluating Scientific Research» (2004), «Key Concepts in Medical and Behavioral Research» (2009), «Improving Medical Outcomes» (2011) и других.

## Публикации

### На русском языке
- Перпер А. О. Неудачник. Подлец: рассказы. С предисловием И. М. Левита. Бендеры: Типография А. Г. Александрова, 1899.
- Левит И. М. Деньги, деньги — в них вся суть: комедия в 4-х действиях. Бендеры: Типография А. Г. Александрова, 1900.
- Левит И. М. Дебора (поэма). Кишинёв: Типография С. Я. Дворжеца, 1900. — 36 с. — 3000 экз.[10]
- Левит И. М. Стихотворения. Кишинёв: Типография А. Гольденштейна, 1901. — 200 с. — 1000 экз.[11]
- Левит И. М. Одна истина: повесть. Кишинёв: Типография М. Я. Спивака, 1901.
- Левит И. М. Басни и стихотворения. Кишинёв: Типография В. Б. Сотина, 1904.
- Зимняя дума: романс для пения с аккомпанементом фортепиано. cis.1—g.2. Музыка И. Розенберга, слова И. М. Левита. Варшава, 1905.

### На других языках
- הנרות הללו ספור לילדים (рассказы для детей, на иврите). Нью-Йорк: Зрубавель, 1903.
- Chanukah lights (juvenile story). Нью-Йорк, 1903.
- Ширей Цион (musical score, на иврите). Proceeds for the Relief of the Survivors of the Kishineff Martyrs. New York: Zion Educational League, 1903.
- לאוגנדה לא נלך (статьи против плана Уганды, на иврите)
- קובץ בקבלה (эссе на иврите).
- צו מײַן פֿאָלק (цу майн фолк — к моему народу, стихи на идише). Нью-Йорк: Б. Киршенбойм, 1906.
- Ezekiel Leavitt. Songs of Grief and Gladness; Deborah. Translated by Alice Stone Blackwell. Saint Louis: Press of The Modern View, 1907.
- צללים (на иврите). Нью-Йорк, 1907.
- Ezekiel Leavitt. Education and psychology. New Haven: A. D. Steinbach Press, 1908.
- לידער (стихи, на идише). Вашингтон: Yisroel Friedman, 1909.
- שירי יחזקאל לעוויט (стихи, на иврите). New York: A. H. Rosenberg, 1910.
- Ezekiel Leavitt. The «Pleasures» of the Czar, Etc. New York: I. Friedman, 1910.
- Ezekiel Leavitt. At Ellis Island (стихи). Translated by Alice Stone Blackwell. Двуязычное издание (на идише и английском языке). Бостон: Leavitt & Rubenstein Press, 1914.
- Arise! (musical score). Music by Simchah Z. Ginsberg. Boston: Leavitt & Rubenstein Press, 1914.
- Die Yiddische Marseillaise (musical score for voice and piano). Music by Platon Brounoff. New York: S. Goldberg, ?
- Ezekiel Leavitt. Songs of Grief and Gladness; Deborah. Translated by Alice Stone Blackwell. Second edition, revised and enlarged. Boston: The Williams Company, 1917.[12]
- Ezekiel Leavitt. In The Standard Book of Jewish Verse (compiled by Joseph Friedlander). New York, 1917.[13]
- Ezekiel Leavitt. Parrot Gods, A Book Of Essays And Sketches. Бостон: The Talmud Society, 1921.
- די נאַכט איז שטיל (ди нахт из штил — ночь тиха, на идише). Песни, музыка Пинхоса Ясиновского. Нью-Йорк: Renanah, 1927.
- Henry Keller, Ezekiel Leavitt. Modern Hebrew orthopedic terminology. Boston: The Stratford Company Publishers, 1931.
- Ezekiel Leavitt. The Higher Love: A Drama in Four Acts. Brooklyn: Monarch Printing & Publishing Company, 1934. — 234 p.
- Ezekiel Leavitt. When Love Runs Wild: A Play in Four Acts. Brooklyn: Monarch Print. & Pub. Co., 1934..
- שירי יחזקאל (ширей ехескл — стихи Иезикииля, двуязычное издание на идише с переводом на иврит). Нью-Йорк: Издательство Шулингера, 1940.
- I Love You America (musical score). Music: Samuel Weisser. New York, 1941.